# Hemigymnochaeta liberia
Hemigymnochaeta liberia är en tvåvingeart som beskrevs av Charles Howard Curran 1931. Hemigymnochaeta liberia ingår i släktet Hemigymnochaeta och familjen spyflugor. Inga underarter finns listade i Catalogue of Life.